# 앙스에투알구

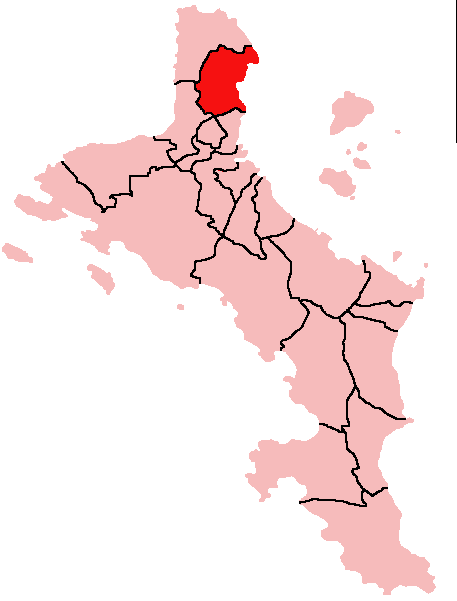
앙스에투알구의 위치

앙스에투알구(프랑스어: Anse Étoile)는 세이셸을 구성하는 25개 구 가운데 하나로 마에섬에 위치한다. 면적은 5.8km2, 인구는 4,272명(2002년 기준)이다.